# Верхнеднепровский городской совет
Верхнеднепровский городской совет (укр. Верхньодніпровська міська рада) — административно-территориальная единица и соответствующий орган местной власти в составе Верхнеднепровского района Днепропетровской области Украины.
Административный центр городского совета находится в городе Верхнеднепровск.

## Населённые пункты совета
- г. Верхнеднепровск